# ROCO Modelleisenbahn GmbH

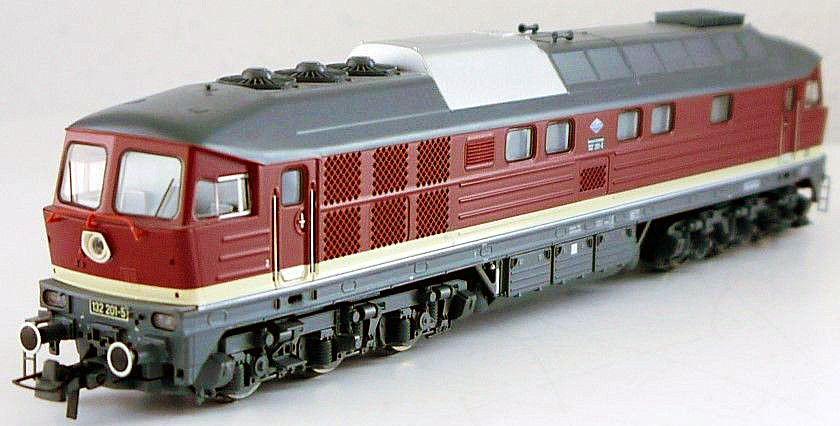
Roco modeltrein

Roco is een merknaam voor modelauto's en -treinen van het bedrijf Modelleisenbahn Gmbh in het Oostenrijkse Bergheim. De fabrikant was voorheen gevestigd in Salzburg, Oostenrijk. Voor 2006 werd de omzet op ongeveer 30 miljoen euro geschat en zijn er ongeveer 500 medewerkers in dienst. De belangrijkste markten zijn Duitsland, Oostenrijk, de Benelux, Frankrijk en de Scandinavische landen.
Het bedrijf werd in 1960 opgericht door Ing. Heinz Rössler die begon met plastic "minitanks". Nadat export naar de VS succesvol werd, werd de productie uitgebreid met modeltreinen in de schalen H0 (1967) en N. In 1975 kon Roco een groot deel van de werktuigen van het bedrijf Röwa overnemen. Hierdoor kon het doorbreken op de Europese markt. Later zijn ook modeltreinen gemaakt in de schalen TT (sinds de jaren 90), H0e (smalspoor H0) (sinds de jaren 80) en 0.
In 1989 werd een nieuw railsysteem (schaal H0) onder de naam "Roco Line" geïntroduceerd met een railhoogte van 2,1 mm (code 83). Voorheen was dit 2,5 mm (code 100). Eind 2005 kondigde het bedrijf weer een nieuw railsysteem aan met de naam "Geo Line". Het digitale systeem van Roco heet LokMaus/MultiMaus en is gebaseerd op de DCC-standaard. Hiervoor had Roco een systeem onder de naam ASC-1000/2000. Het bedrijf heeft een eigen tijdschrift "Roco Report".
In 2003 kreeg Roco een nieuwe huisstijl en werden producten ondergebracht in drie productlijnen om zo drie verschillende afnemers duidelijk te benaderen: Platin (verzamelaars), Professional (modelbouwers) en Playtime (kinderen, starters).
Op 15 juni 2005 ging ROCO Modellspielwaren GmbH failliet. Na een sanering met steun van huisbankier Raiffeisenverband werd het daarna voortgezet als Modelleisenbahn GmbH. Na de sanering vindt de productie plaats op drie locaties: Bergheim (Oostenrijk, tevens hoofdkantoor), Gloggnitz (Oostenrijk) en Banská Bystrica (Slowakije). Het bedrijf moest veel producten wijzigen omdat veel patenten in handen waren van de oude eigenaar Peter Maegdefrau. Leopold Heher werd de nieuwe algemeen directeur.
In de jaren zeventig werd Roco geïmporteerd door de firma Noveki uit Harderwijk. Later werd het merk in Nederland en België tot begin augustus 2006 geïmporteerd door Reyne en Zonen BV (REZ). Hierna heeft Modelleisenbahn GmbH de verkoop zelf ter hand genomen door het aanstellen van een vertegenwoordiger. De leveringen aan de detaillisten geschiedt nu rechtstreeks af fabriek. In 2007 heeft het bedrijf de productie van modelauto's "Minitanks" overgedaan aan het bedrijf Herpa.
Het bedrijf maakt ook modellen van Belgische en Nederlandse treinen.